# 76 mm M1942
Il Modello 1942 è un'artiglieria sovietica, leggera e potente, entrata in servizio durante la guerra e rimasta in linea per lungo tempo, praticamente fino ai nostri giorni. Esso venne usato come cannone campale, controcarri, e come artiglieria per i semoventi SU-76.
Nel 1939 i sovietici si erano resi conto che il Modello 1936, con tutte le sue qualità di potenza ed efficacia, era troppo pesante per il suo calibro e per venire facilmente movimentato, e così progettarono un nuovo cannone, il Modello 1939, molto più leggero. Quando i tedeschi invasero l'URSS occuparono le industrie che producevano il Modello 1936, ma non quella che produceva la bocca da fuoco del Modello 1939, che venne allora utilizzata con un nuovo affusto. Così arrivò in produzione il Modello 1942, o ZiS-3, che portava il nome dello stabilimento che lo produceva.
Il cannone era semplice e molto pratico, leggero circa la metà del Modello 1936, ottimo aspetto, basso e compatto, e con un'eccellente gittata. Esso possedeva una doppia coda divaricabile e un freno di bocca, con ruote pneumatiche dotate di fori di alleggerimento.
Venne usato per l'armamento delle unità sovietiche a livello divisionale, ma la bocca da fuoco servì anche per l'armamento dei carri T-34 e KV-1, così le specialità dei carristi e dell'artiglieria divennero pienamente compatibili. Anche le munizioni lo erano e si trattava per giunta di due soli tipi fondamentali: AP, perforante controcarro, e HE, esplosivo ad alto potenziale. L'ibridazione si spinse ancora oltre quando apparvero i semoventi corazzati.
L'unico che venne prodotto in serie era il SU-76, mezzo che nei suoi limiti era molto buono. L'unico problema era che spesso venne usato come cacciacarri contro mezzi troppo potenti, come i Panzer VI Tiger I, ma per il resto era un mezzo molto valido e mobile, con un vano di combattimento aperto che riusciva a dare all'equipaggio una migliore abitabilità rispetto ai mezzi ad abitacolo chiuso, come gli Sturmgeschütz III tedeschi, il tutto però a scapito della protezione, data la vulnerabilità ai colpi dall'alto: dal fuoco delle armi leggere alle schegge di artiglieria.
I finlandesi catturarono dodici unità durante la guerra d'inverno, che vennero immessi in servizio come 76 K 42.
Il cannone equipaggiò il cacciacarri TACAM R-2, in un compartimento di combattimento chiuso su tre lati, installato sullo scafo del carro R-2 privato di torretta. Il cannone venne anche testato su uno dei prototipi del cacciacarri Mareșal, ma alla fine gli venne preferito il più potente pezzo da 75 mm Reșița Model 1943.
L'M1942 è stato il cannone più prodotto della seconda guerra mondiale e rimase in servizio di prima linea in URSS diversi anni dopo la fine della guerra. A tutt'oggi è possibile incontrare gli M1942 in varie parti del mondo. Sono stati infatti largamente forniti a eserciti e formazioni di guerriglieri. Essi hanno fornito sempre ottime prestazioni, rapidità di azione, trasportabilità. Il suo ruolo controcarro è venuto meno da tempo, anche se i moderni blindati per la ricognizione o la fanteria sono bersagli adatti.